# Desperate Hours
Desperate Hours is een Amerikaanse thriller uit 1990 onder regie van Michael Cimino.

## Verhaal
De ontsnapte crimineel Michael Bosworth duikt op in zijn geboortestad. Hij is van plan om weg te vluchten naar Mexico. Omdat hij zich eerst nog even moet schuilhouden, belt hij aan bij de familie Cornell. Hij gooit hun rustige leven overhoop.

## Rolverdeling
| Acteur                 | Personage        |
| ---------------------- | ---------------- |
| Mickey Rourke          | Michael Bosworth |
| Anthony Hopkins        | Tim Cornell      |
| Mimi Rogers            | Nora Cornell     |
| Lindsay Crouse         | Brenda Chandler  |
| Kelly Lynch            | Nancy Breyers    |
| Elias Koteas           | Wally Bosworth   |
| David Morse            | Albert           |
| Shawnee Smith          | May Cornell      |
| Danny Gerard           | Zack Cornell     |
| Gerry Bamman           | Ed Tallent       |
| Matt McGrath           | Kyle             |
| John Christopher Jones | Neff             |
| Dean Norris            | Maddox           |
| John Finn              | Lexington        |
| Christopher Curry      | Chabon           |